# Tuitenberg
De Tuitenberg is een heuvel in de Belgische provincie Vlaams-Brabant en tevens de naam van een gehucht van de gemeente Lennik, gelegen in het Pajottenland. Het eerste steile gedeelte wordt gevolgd door een vlak stukje, waarna het opnieuw vrij gelijkmatig doorstijgt tot aan de top. Soms wordt deze helling ook ‘Hunselberg’ genoemd.
Te noorden van de Tuitenberg staat het kasteel van Strijtem, waarvan de parkaanleg oorspronkelijk reikte tot op de Tuitenberg.

## Wielrennen
De helling is opgenomen in de Cotacol Encyclopedie met de 1.000 zwaarste beklimmingen van België.